# Pârâul Repede, Sălăuța
Pârâul Repede este un curs de apă, afluent al râului Sălăuța. 